# Orde van Pius
De Piusorde (Latijn: Ordo Pianus, Italiaans: Ordine di Pio IX), ook "Ordine Piano", "Ordine Equestre Pontificio Piano", "Orde van Pius" of "Orde van Pius IX" genoemd is een in 1847 door Paus Pius IX ingestelde ridderorde van de Heilige Stoel. De Orde van Pius is een herleving van de in 1560 door Paus Pius IV in de bul "Pii patris amplissi" ingestelde Piusridders.  
De orde werd ingesteld om voor persoonlijke diensten aan de Pausen te worden toegekend en benoeming bracht op grond van de bepalingen in de bul "Cum Hominum Mentes" uit 1849 tot 1939 automatisch opname in de erfelijke adel voor de Grootkruisen en persoonlijke adeldom voor de twee commandeursrangen met zich mee.
In 1905 en 1957 hervormden de Pausen Pius X en Pius XII de orde. Pius X voegde met de bul "Multum ad excitandos" een grootofficiersgraad, hier "Commandeur met ster" geheten, aan de orde toe en Pius XII stelde in een besluit een gouden Ordeketen en de rang "Ridder met de Keten" (Italiaans "Cavalieri di Collare" in. Paus Paulus VI besloot dat deze keten aan alle bezoekende staatshoofden zou worden verleend. Deze orde, de "diplomatenorde" van het Vaticaan, wordt toegekend zonder acht te geven op de religie van de diplomaten en bezoekende staatshoofden.
De keten ontlast de exclusievere, en vooral aan katholieken verleende, Orde van de Gulden Spoor.
De orde wordt ook buiten de muren van het Vaticaan toegekend; degenen (ook niet-katholieken) van wie de bijzondere verdiensten voor geloof, Kerk en maatschappij niet voldoende gewaardeerd kunnen worden door de Orde van Sint-Gregorius de Grote en de Silvesterorde kunnen een graad in de Orde van Pius ontvangen.
Op grond van het handgeschreven besluit (chirograaf) van paus Johannes Paulus II van 10 september 1996 kunnen ook dames in de Orde van Pius worden opgenomen. De Paus maakte een uitzondering voor de Gouden Keten van de orde.

## Graden van de Orde van Pius
Ridder met de KetenDe ridders met de keten dragen een ster en een kleinood aan een keten. Het medaillon heeft de tekst
"A PIO XII AVCTVS" en op de ring staat "ORDO PIANVS".
GrootkruisDe Grootkruisen dragen een ster met op het medaillon de tekst "PIUS IX" en op de gouden ring daaromheen de woorden "VIRTUTI ET MERITO" en het kleinood aan een breed lint over de rechterschouder.
Commandeur met SterDeze Commandeurs dragen een kleinood aan een lint om de hals en de ster op de linkerborst.
CommandeursDe Commandeurs dragen een kleinood aan een lint om de hals.
RiddersDe Ridder draagt een kleinood aan een smal lint op de linkerborst.

## Versierselen

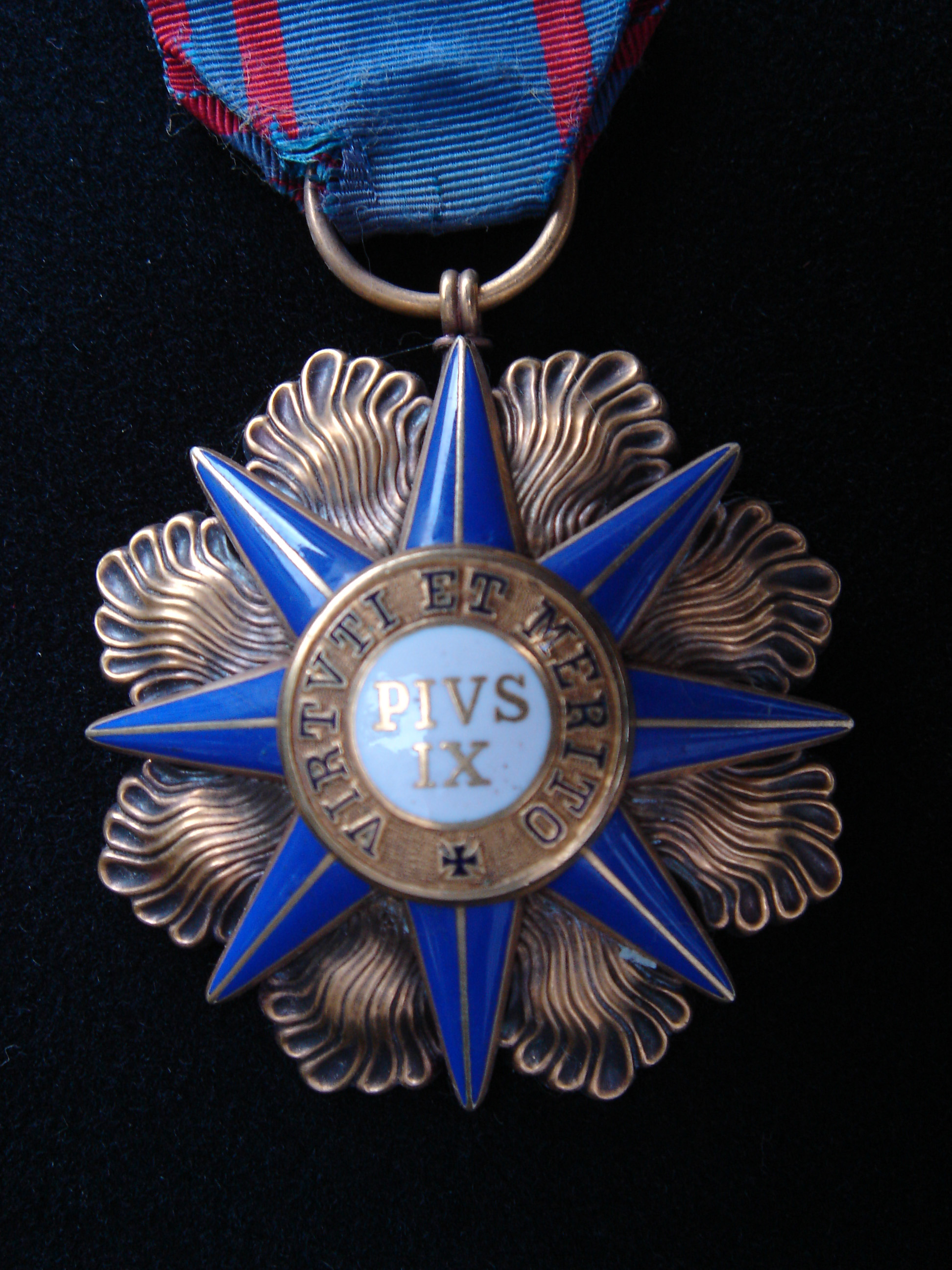
Ridderkruis

Het kleinood is een ronde gouden ster waarop een wit medaillon met gouden rand is gelegd. op het medaillon staat bij de vier lagere rangen de tekst "PIUS IX" en op de gouden ring daaromheen de woorden "VIRTUTI ET MERITO". Op de keerzijdeis geen ring aangebracht; daar staat alleen het stichtingsjaar "ANNO MDCCCXLVII". Rond het medaillon zijn acht in een punt toelopende rechte donkerblauwe stralen gemonteerd.Tussen de blauwe stralen zijn kortere gouden vlammen aangebracht.
De ster is van zilver en heeft stralen die in facetten zijn gesneden.Op de ster ligt het kleinood maar de gouden vlammen zijn weggelaten.
De keten heeft drie verschillende schakels: geëmailleerde medaillons met het familiewapen van Paus Pius XII; een duif met een olijftakje in de snavel, medaillons met het wapen van de Pausen; de sleutels van Petrus onder een tiara, gestileerde gouden knopen tussen de medaillons en als centrale schakel een door twee gouden duiven geflankeerde tiara met daaronder het aan kettingen opgehangen kleinood van de Ridder met de Keten.
Het lint is donkerblauw met twee maal twee smalle rode strepen langs de randen.

### Enkele van de Ridders met de keten
- Z.M. Koning Juan Carlos van Spanje
- Z.M. Koning Karel XVI Gustaaf van Zweden
- Z.D.H. Frà Andrew Bertie, Prins-Grootmeester van de Orde van Malta
- Z.K.H. Groothertog Hendrik van Luxemburg

Op een van de laatste audiënties waarop Fra' Andrew Bertie Grootmeester en Prins van de Orde van Malta aanwezig was is hij te zien met de keten en de ster van de Piusorde.

### Enkele Grootkruisen in Nederland
- Z.K.H. prins Bernhard der Nederlanden
- Z.E. Mr. Dr. L.J.M. Beel, een katholiek politicus en Minister van Staat.
- Mr. Dr.  J.M.A.H. Luns, een katholiek politicus en vele jaren Minister van Buitenlandse Zaken.
- Jhr. Mr. Charles Ruijs de Beerenbrouck, een katholiek politicus, Eerste Minister, Kamervoorzitter en Minister van Staat.
- De Nederlandse gezanten en ambassadeurs bij de Heilige Stoel.

### Enkele Grootkruisen in België
- koning Albert II van België
- Etienne de Gerlache
- Paul-Henri Spaak
- Jacques Terlinden
- De Belgische gezanten en ambassadeurs bij de Heilige Stoel